# Trey Wilson
Trey Wilson (Houston, 21 januari 1948 – New York, 16 januari 1989), geboren als Donald Yearnsley Wilson III, was een Amerikaans acteur. 

## Biografie
Wilson doorliep de high school aan de Bellaire High School in Bellaire (Texas) en hierna ging hij naar de Universiteit van Houston, waar hij zijn diploma in theater en Engels behaalde. 
Wilson begon met acteren in 1976 met de film Drive-In. Hierna heeft hij nog meerdere rollen gespeeld in films en televisieseries zoals The Lord of the Rings (1978), A Soldier's Story (1984), Raising Arizona (1987) en Twins (1988). In zijn carrière is hij ook actief geweest in het theater en heeft daar diverse rollen gespeeld zoals in het toneelspel van Peter Pan. Ook is hij bekend van de videoclip van Pat Benatar in het lied Love is a Battlefield waarin hij een vader speelt die zijn dochter uit huis zet.
Wilson speelde eenmalig een rol in de televisieserie Law & Order wat uitgezonden werd op 30 oktober 1990, terwijl Wilson is overleden in 1989. Dit wordt verklaard door het feit dat de aflevering al veel eerder opgenomen was (in 1988) en toen bewaard is gebleven omdat de toenmalige zender CBS af zag van het uitzenden van de serie en toen moest er gezocht worden naar een nieuwe zender en dit werd NBC.
Wilson trouwde in 1969, en scheidde in 1974. Hierna trouwde hij opnieuw. Begin 1989 overleed Wilson aan een hersenbloeding in zijn woonplaats New York.

## Filmografie

### Films
Selectie:
- 1988 Twins – als Beetroot McKinley
- 1988 Married to the Mob – als Franklin
- 1988 Bull Durham – als Joe Riggins
- 1987 Raising Arizona – als Nathan Arizona
- 1986 F/X – als luitenant Murdoch
- 1985 Marie - als FBI-agent
- 1985 The Protector – als vrachtwagenchauffeur
- 1984 A Soldier's Story – als kolonel Nivens
- 1984 Places in the Heart – als stem van Texas
- 1978 The Lord of the Rings – als karakter acteur

### Televisieseries
Uitgezonderd eenmalige gastrollen.
- 1985 Robert Kennedy & His Times – als Jimmy Hoffa – 3 afl.
- 1983 Kennedy – als Kenneth O'Donnel – 5 afl.

- Bibliothèque nationale de France: cb142395874 (data)
- International Standard Name Identifier: 0000 0001 0966 1030
- Library of Congress Control Number: no97050182
- Nationale Bibliotheek van Israël: 987007389575805171
- SNAC: w6sk4j6n
- Système universitaire de documentation: 233025073
- Virtual International Authority File: 263466577
- WorldCat: E39PBJhhtPgXdtqVCchjd3YF8C